# Кропивня (Новоборівська селищна громада)
Кропи́вня — село в Україні, у Новоборівській селищній територіальній громаді Хорошівського району Житомирської області. Населення становить 567 осіб.

## Географія
Географічні координати: 50°43' пн. ш. 28°29' сх. д. Часовий пояс — UTC+2. Загальна площа села — 3,9 км².
Кропивня розташована в межах природно-географічного краю Полісся і за 30 км від селища Хорошів. Найближча залізнична станція — Нова Борова, за 13 км. Через село протікає річка Капля, ліва притока Іршиці.

## Історія
Кропивня заснована в другій половині XIV століття.
На мапі 1911—1912 років Кропивня позначена як населений пункт із 364 дворами.
У 1932–1933 роках Кропивня постраждала від Голодомору. За свідченнями очевидців кількість померлих склала щонайменше 48 осіб.
Упродовж німецько-радянської війни участь у бойових діях брали 405 місцевих жителів, з них 225 осіб загинуло, 250 — нагороджено орденами і медалями. У період німецької окупації в Кропивні діяла підпільна диверсійна група під керівництвом учителя В. А. Поліщука.
На початку 1970-х років у селі функціонували центральна садиба колгоспу імені Чапаєва, середня школа, будинок культури, бібліотека із книжковим фондом 11 тисяч примірників, музей, лікарня, аптека, відділення зв'язку і дит'ясла.
Після отримання Україною незалежности колгосп імені Чапаєва було реогранізовано в Агропромислову акціонерну корпорацію (АПАК) "Оранта".

## Населення
За даними перепису 2001 року населення села становило 567 осіб, з них 99,05 % зазначили рідною українську мову, 0,81 % — російську, а 0,14 % — вірменську.

## Соціальна сфера
- Кропивнянська загальноосвітня школа імені Василя Литвинчука І-ІІІ ступенів, Кропивнянський ДНЗ (вул. Гоголя, 13)[6]

## Галерея

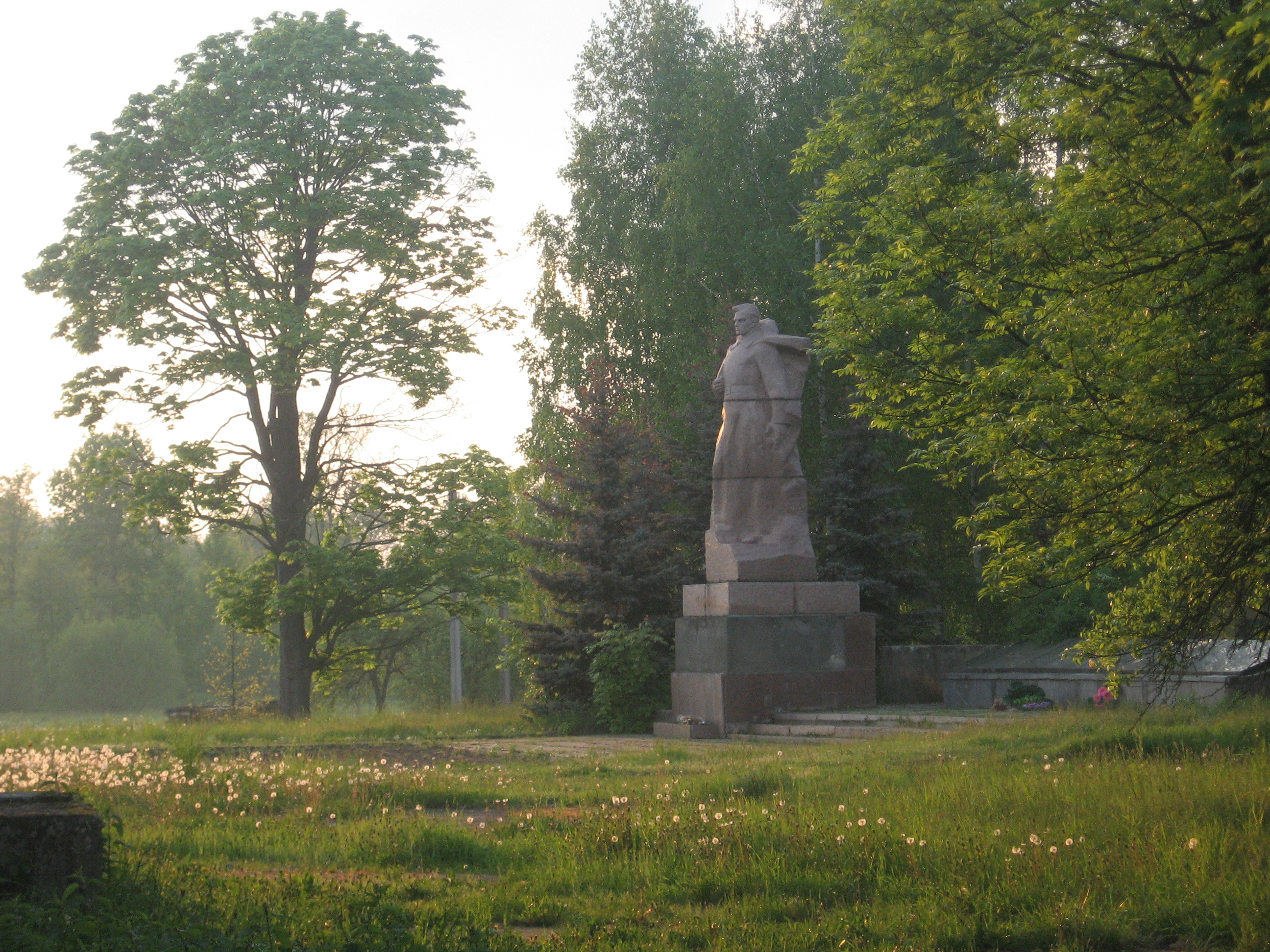
Пам'ятник загиблим воїнам
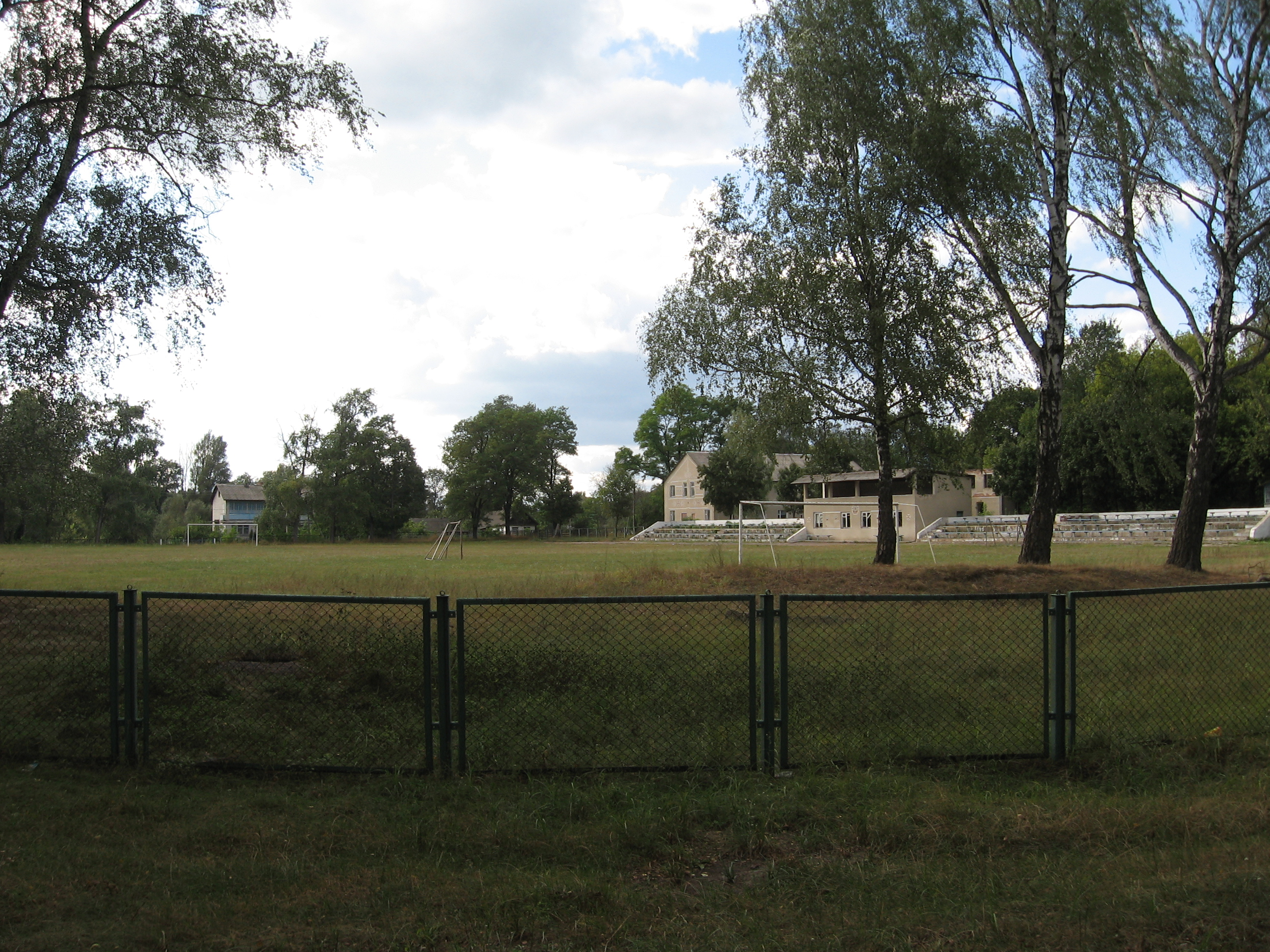
Сільський стадіон
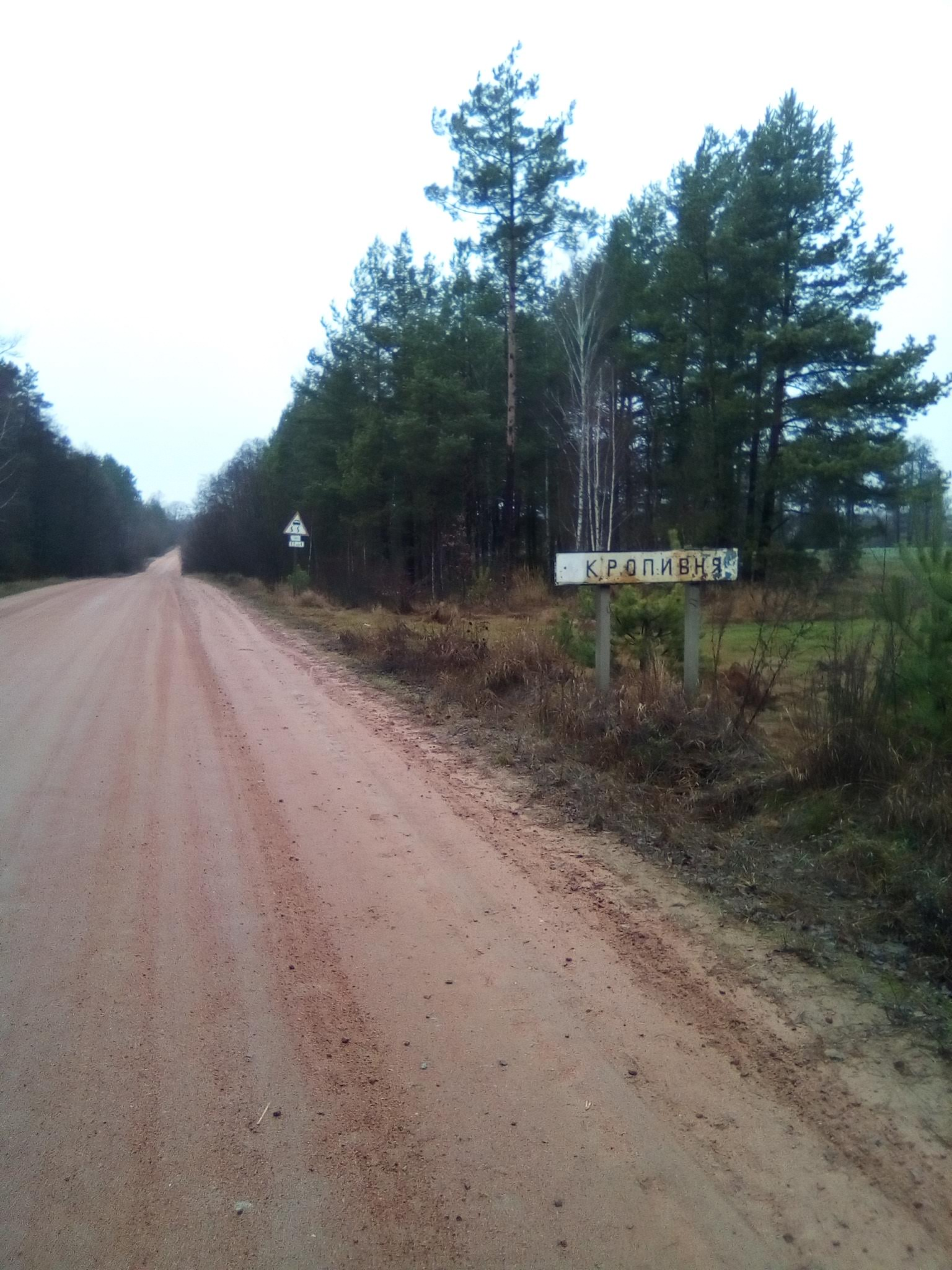
Дорога перед селом зі сходу